# Martín Gregorio de Jáuregui
Martín Gregorio de Jáuregui y Ollo (Sevilla, España, 1690 - ¿Chile?, 1749) fue un doctor español, que estuvo al servicio de la Monarquía Católica en el reino de Chile, sirviendo como fiscal de la Real Audiencia.

## Biografía
Martín Gregorio de Jáuregui y Ollo había nacido en el año 1690, en la ciudad de Sevilla del reino homónimo que formaba parte de la Corona española. 
Se casó con Agustina Álvarez de Uceda, quien ya había tenido un matrimonio anterior con Francisco Fernández de Córdoba, que finalizó por muerte de su cónyuge. En 1714 fue rector de la Universidad de Sevilla.
En Sudamérica, fue fiscal de la Real Audiencia del Reino de Chile entre el 14 de mayo de 1723 y el 4 de diciembre de 1747. En ese período fue designado por el Gobernador José Antonio Manso de Velasco, para ser Protector de la Villa Santa Cruz de Triana, conocida hoy como Rancagua. Jáuregui fue quien repartió los terrenos (divididos en solares) de la naciente ciudad. Es conocida una carta suya, fechada al 5 de julio de 1744, en el que cuenta detalles a Manso de Velasco sobre la fundación de la villa.
Falleció en 1749. Tras enviudar, Agustina Álvarez de Uceda, se casó en 1750 con Juan de Balmaseda y Cenzano, quien en 1768 asumiría como Gobernador del Reino de Chile. Por ese entonces, Balmaseda ya había enviudado, pues Agustina Álvarez falleció el 29 de noviembre de 1761.